# Hiéroglyphe égyptien D57
Le hiéroglyphe égyptien D57 (jambe fléchie et couteau') est classifiée dans la section D « Parties du corps humain » de la liste de Gardiner ; cet hiéroglyphe y est noté D57.

## Représentation
C'est une combinaison des deux hiéroglyphes représentant une jambe fléchie (hiéroglyphe D56) et un couteau (hiéroglyphe T30). Il est translittéré jȝṯw ou sjȝty.

## Utilisation
| D57 | O1 · Z2 |

| D57 | O1 · Z2 |

| D57 | t · y | A1 |

| D57 | t · y | A1 |

| i | A | t | D57 |

| i | A | t | D57 |

| n · k · n | D57 |

| n · k · n | D57 |

mutilation, être blessé ».

## Exemples de mots
| i | A&t | G4 | D57 |

| i | A&t | G4 | D57 |

| s | i | A&t | D57 |

| s | i | A&t | D57 |

| s | i | T · A | D57 |

| s | i | T · A | D57 |